# 小學校令
《小学校令》（日语：／ Shōgakkōrei），是近代日本的初等教育制度的重要敕令，日本「学校令」之一。小学校令共有3次：
1. 《小学校令（明治十九年四月十日敕令第十四號）》- 1886年制定並頒布的敕令，是第一次小学校令[1]；
2. 《小学校令（明治二十三年十月七日敕令第二百十五號）》- 1890年修訂並頒布此次勅令，並隨著其實施廢除第一次小学校令。這是第二次小学校令[2]；
3. 《小学校令（明治三十三年八月二十日勅令第三百四十四）》- 1900年修訂並頒布的第二次小学校令修正案[3]，是第三次小学校令。

1941年，小学校令更改標題至「国民学校令」（昭和十六年三月一日勅令第一百四十八號），所有條款被修訂。

## 簡介
1886年（明治十九年）4月10日，在文部大臣森有礼的指示下，廢除以前所有的教育令後，頒佈最初的小学校令（第一次小學校令。明治十九年勅令第十四號）。
在1890年（明治二十三年），再次頒佈小学校令（第二次小学校令，明治二十三年十月七日勅令第二百十五號），原小学校令則廢除。該小学校令，在1900年（明治三十三年）8月20日全面重新修訂（第三次小学校令）。以上最初頒佈和之後修訂的三次敕令，個別稱做：第一次小学校令、第二次小学校令、第三次小学校令。
以第三次小学校令為前身，1941年（昭和16年）全面修改後所制定的国民学校令（昭和十六年三月一日勅令第一百四十八號）實施前，第三次小学校令施行期長達50多年。在形式上，最後的「小学校令」持續運作至1947年（昭和22年），該年實施「学校教育法」並廢除国民学校令。

## 第一次小学校令
在1886年（明治十九年）4月10日，正式公佈第一次小学校令（明治十九年四月十日勅令第十四號）。全文共計16條，每條都規定了有關小學建立和運作的基本事項。
此外，在同年5月25日，公佈「小學學科及其程度」（小学校ノ学科及其程度），揭示了與小学相關的編制、修學年限、学科、兒童數、教員數、教學日數，以及各学科之宗旨的相關内容的標準。

### 内容
敕令內容總體如下：
- 小学校分為尋常小学校（修學學年4年）和高等小学校（修學學年4年）一共2個阶段；
- 義務就學的學齡自6歲（尋常小学校入學時間）起到14歲（高等小學校畢業時間），共計為8年；
- 尋常小学校的4年皆為義務教育；
- 疾病、家庭貧困，以及其他不可避免的情況下，如果可證明該兒童無法就學，府知事、縣令可以規定一個期限，允許其在期限內延遲入學；
- 一年級學生的人數規定為：尋常小学校人數為80名或以下，高等小学校人數為60名或以下；
- 經費主要來自學生的學費和捐贈；而如果經費不足的情況下，可以在区町村会的決議中決定，由区町村經費中補貼；
- 考慮到地方上的財政困難，政府確立將初等教育課程簡化，並可替代尋常小学校的小学簡易科；
- 小学簡易科的經費編列区町村的財政支出，一律不收取學費。

### 廢除原因
因第二次小学校令的實施而廢除。

## 第二次小学校令
第二次小学校令（明治二十三年十月七日勅令第二百十五號），在1890年（明治二十三年）10月7日被頒佈。因此，第一次小学校令被廢止。而第二次小学校令，於明治三十三年，被全部修訂（见下文#第三次小学校令）。
在1889年（明治二十二年）4月開始實施市町村制，并在同年頒佈了府縣制、郡制，通过地方自治系統的確立，而導致了諸多敕令中條款的確立。第二次小学校令比起第一次，更為詳細地制定了對學校的制度的規定，全文共計96條。

### 變化
敕令被變更內容總體如下：
- 第一条中，小学的目的被明確指示：
  - 「小学應當注意兒童身體的發育情況；銘記『道德教育和國民教育的基礎，以及其生活必需的普通知识和技能』為其宗旨」[註 3][2]；
- 可以代替小學的「小学簡易科」被廢除；
- 義務教育的普通小學的課程延長至3年或4年；
- 高等小学校的課程延長至2年、3年，甚至4年；
- 專修科[5]、補習科的增設成為可能；
- 徒弟学校、實業補習学校成為小學的種類之一；
- 「原則上，每個市政當局必須建立一所允許學齡兒童上學的小學」之規定被正式確立；
- 「地方学事通則」規定了有關於學校組合運作的規程：如果郡長認為一個鄉鎮難以僅通過該鄉鎮自己的資金建立小學的情況下，則應與其他鄉鎮組合建立學校，確立其尋常小学校的數量和位置。
- 市町村有私立小學的情况下，可以代替普通小學。

### 相關敕令
第二次小學校令規定了很多具體的規定。並在頒布後的翌年，1891年（明治24年），制定了一系列的相關法律敕令。其中主要的是：「私立小学替代之規定」、「小學學校設施之標準準則」、「小學假期及祭典日之儀式規程」、「補習科之教學科目及修學年限」、「專業學徒學校和實訓學校之教育課程和學習期限」、「選修科目等之相關規定」、「小學教育守則之大綱」、「學年等級等之相關規定」、「小學每週教學時限之限制」、「小學教師考試等之規定」、「市町村立小学校長及教員之名称及待遇」等等。

### 部分修正案
- 在1899年（明治三十二年）-「小学校令中修正之事宜」（小学校令中改正ノ件）（明治三十二年勅令第二百六十二號）
  - 隨著實業學校令（明治三十二年勅令第二十九號）的實施，「徒弟学校、實業補習学校成為小學的種類之一」的規定被去除（已失效）。

## 第三次小学校令
1900年（明治三十三年）8月20日，第三次小学校令以修訂第二小學校令的形式，於8月20日正式頒佈；並於同年9月1日在正式執行。在第二次小學校令中，除了第一條「小學的目的」以外，其他全部都進行改進後，方才實施。全文共計73個條款。
此外，在第三次小学校令的基礎上，制定了新的「小学校令施行規則」（小学校令施行規則）。

### 背景
在明治30年初，日本近代國家體制的整頓，從產業開始的社會各方面發展進程迅速。支持國家基礎發展的根源——教育領域，其發展也就成為一個必要，現代學校制度的進一步改革發展也因此成為必要。

### 變化
敕令被變更內容總體如下：
- 義務教育階段，尋常小學階段的學年一律統一為4年（一直以來的3年制被廢除）；
- 為了將來義務教育階段的延長（從4年延長至6年），鼓勵將高等小學的兩年制與尋常小學合併；
- 對就學的義務嚴格規定：對體弱多病或發育不完全等原因，而導致推遲就學，最終導致不就學童，做出了防範設計的規定；對僱傭者不應妨礙僱傭學齡兒童就學做出了規定；義務教育和兒童勞動首次明確了關係；
- 公立普通小学在除特殊情况外，一律学费不得徵收。這體現了義務教育的原則。

### 小學校令施行規則
《小学校令施行規則》（日语：小学校令施行規則）於1900年（明治三十三年）中，不單確立了如何實施：學校的行政宗旨、獎懲規則、學校編制等；
其中較為重要的條款則是：規定了平假名、片假名、日語漢字的教學守則及使用規則，正式確立了日語文字的使用準則；以及確立國民有關於使用日語文字基本義務。

### 明治四十年修正案
其修訂內容點主要為：當時存在的大多數小學為六年教育制，其被正式認定；正式開始了日本的普通小學6年教育制。
傳統的學年制度（4年）很難實現義務教育的基本宗旨。雖然在1900年（明治三十三年），天皇認識到在頒布現行小學教育令時已經有必要延長學期，但因為那時的4年義務教育還沒有普及，所以決定在將來擴大義務教育；並鼓勵尋常小學和高等小學合併為，為將來的義務教育做準備。從那時起，義務教育開始顯著地普及起來，而且尋常小学校與高等小學校合併成為尋常高等小學校的數目也在增加。天皇意識到修訂的時機已經成熟；在日俄戰爭後有必要加強公民的教育，這也成為了延長義務教育學年理由。當然，僅僅延長到六年是不夠的，但是在1907年（明治四十年）當時很難將義務教育進一步擴展至其以上，所以當時義務教育的期限將是六年，並決定將來進一步擴展。
根據1907年 (明治四十年）3月21日的「小学校令中修正之事宜」(小学校令中改正ノ件)（明治四十年勅令第五十二號），在義務教育階段，即小學義務教育階段，延長了兩年，成為6年制（高等小学校的舊一年級和兩年級，成為尋常小学校的新的五年級和六年級）。

### 國民學校令
1941年，「第三次小学校令」標題更名為「国民学校令」（昭和十六年三月一日敕令第一百四十八號）。

## 影響

### 教育財政
小學校令實施開始，建立了針對小學校的国家補助金。原則上，對教育機構費用的負擔由成立人員承擔（成立原則），義務教育学校成立費用由當地市町村承擔。教育財政制度的原則是由1890年的第二次小學校令確立的。

### 教育之義務及權利
小學校令開始了日本教育的變革，影響了日後教育基本法和学校教育法的制定，影響如下：
1. 受教育機会之平等；
2. 普通教育之普及與男女差別之撤銷；
3. 学校制度之簡潔化。

### 小學校的義務教育化
在明治19年（1886年）第三次小學法令作為勅令頒布後，教育義務一詞在日本第一次開始出現。在此之後，儘管整個戰前的學校學習期限各有不同，小學校的三年制教育到六年制教育皆成為義務教育。